# Polymorfie (biologie)
Polymorfie is een begrip uit de biologie. Polymorfie is het voorkomen van verschillende fenotypen of variaties binnen een soort die traceerbaar zijn als variaties in het DNA maar ook het resultaat zijn van milieufactoren.
Voorbeelden: verschillen in uiterlijk tussen mannetjes en vrouwtjes, verschillende haar- en vachtkleuren bij zoogdieren, verschillen in verenkleed bij vogels, verschillen in de lichaamsgrootte.